# Poursuite du Goeben et du Breslau
Première Guerre mondiale
La poursuite du Goeben et Breslau fut une action navale qui s’est produite en mer Méditerranée au déclenchement de la Première Guerre mondiale lorsque des éléments de la flotte britannique en Méditerranée tentèrent d'intercepter la Mittelmeerdivision allemande composée du croiseur de bataille SMS Goeben et du croiseur léger SMS Breslau. Les navires allemands échappèrent à la flotte britannique et franchirent le détroit des Dardanelles pour atteindre Constantinople, où ils furent finalement remis à l'Empire ottoman. Rebaptisé Yavuz Sultan Selim, l’ancien Gœben fut commandé par son capitaine allemand pour attaquer les positions russes, poussant ainsi l'Empire ottoman dans la guerre du côté des empires centraux.
Bataille sans effusion de sang, l'échec de la poursuite britannique eut d'énormes conséquences politiques et militaires. À court terme, cela mit fin à la carrière des deux amiraux britanniques chargés de la poursuite. Plusieurs années plus tard, Winston Churchill, qui avait été premier Lord de l'Amirauté, écrivit son opinion qu'en forçant la Turquie a entrer dans la guerre, le Goeben avait apporté « plus de massacre, plus de misère et plus de ruine que ce qui n’avait jamais été porté par la boussole d'un navire ».

## Prélude
Dépêchée en 1912, la Mittelmeerdivision de la Kaiserliche Marine (Marine impériale), comprenait seulement le Goeben et Breslau, sous le commandement du contre-amiral Wilhelm Souchon. En cas de guerre, le rôle de l'escadron était d'intercepter les transports de troupes français amenant des troupes coloniales d'Algérie en France.
Lorsque la guerre éclata entre l'Autriche-Hongrie et la Serbie le 28 juillet 1914, Souchon était à Pola en Adriatique, les chaudières du Goeben étaient en train d’être réparées. Ne voulant pas être pris au piège dans l'Adriatique, Souchon se précipita pour terminer autant de travail que possible, et conduisit ses navires dans la Méditerranée avant que toutes les réparations ne fussent achevées. Le 1er août, il atteignit Brindisi, mais les autorités portuaires italiennes trouvèrent des prétextes pour éviter de charbonner le navire. En effet, le gouvernement italien avait décidé de rester neutre. Le Goeben fut rejoint par le Breslau à Tarente et la petite escadre embarqua pour Messine où Souchon put obtenir 1 800 t de charbon de navires marchands allemands.

Routes suivies par les combattants.

Pendant ce temps, le 30 juillet, Winston Churchill, le premier Lord de l'Amirauté, avait chargé le commandant de la flotte britannique en Méditerranée, l'amiral Sir Archibald Berkeley Milne, de protéger les transports de troupes français emmenant le XIX Corps d'Afrique du Nord en France, à travers la Méditerranée. La flotte britannique en Méditerranée basée à Malte comprenait trois croiseurs de bataille, rapides et modernes (les HMS Inflexible, Indefatigable, et Indomitable), ainsi que quatre croiseurs cuirassés, quatre croiseurs légers et une flottille de 14 destroyers.
Les instructions de Milne étaient « d’aider les Français dans leur transport de leur armée d'Afrique en couvrant, et si possible, engager les navires rapides allemands, en particulier le Goeben, qui pouvait interférer dans ce mouvement. Qu’[il] ser[ait] avisé par télégraphe lorsqu’[il] pourr[ait] consulter l'amiral français. À ce stade, de ne pas engager d'action contre des forces supérieures, sauf en combinaison avec les Français, dans le cadre d'une bataille générale. La vitesse de [se]s escadrons était suffisante pour [lui] permettre de choisir le moment. [Ils] dev[aient] espérer renforcer la Méditerranée, et qu’[il] dev[ait] économiser [ses] forces dès le départ. ». Les ordres de Churchill ne précisaient pas explicitement ce qu'il entendait par « forces supérieures ». Il affirma plus tard qu'il faisait allusion à « la flotte autrichienne et de ses cuirassés dont il n’était pas souhaitable que [les] trois croiseurs de bataille [britanniques] fussent engagés sans le soutien d’un cuirassé ».
Milne rassembla sa force à Malte le 1er août. Le 2 août, il reçut des instructions pour prendre en filature le Goeben avec deux croiseurs de bataille tout en maintenant une veille sur l'Adriatique, susceptible de connaitre une sortie des Autrichiens. L’Indomitable, l’Indefatigable, cinq croiseurs et huit destroyers commandés par le contre-amiral Ernest Troubridge furent envoyés pour couvrir l'Adriatique. Le Goeben était déjà parti, mais fut aperçu le même jour à Tarente par le consul britannique, qui informa Londres. Craignant que les navires allemands ne pussent essayer de s’échapper vers l'Atlantique, l'Amirauté ordonna que l’Indomitable et l’Indefatigable soit envoyés à l'ouest vers Gibraltar. L’autre tâche de Milne, à savoir protéger les navires français fut compliquée par l'absence de communications directes avec la marine française, qui avait entretemps reporté la traversée des transports de troupes. Le croiseur léger HMS Chatham fut envoyé pour rechercher le Goeben dans le détroit de Messine. Cependant, à ce moment-là, dans la matinée du 3 août, Souchon avait quitté Messine, cap à l’ouest.

## Premier contact

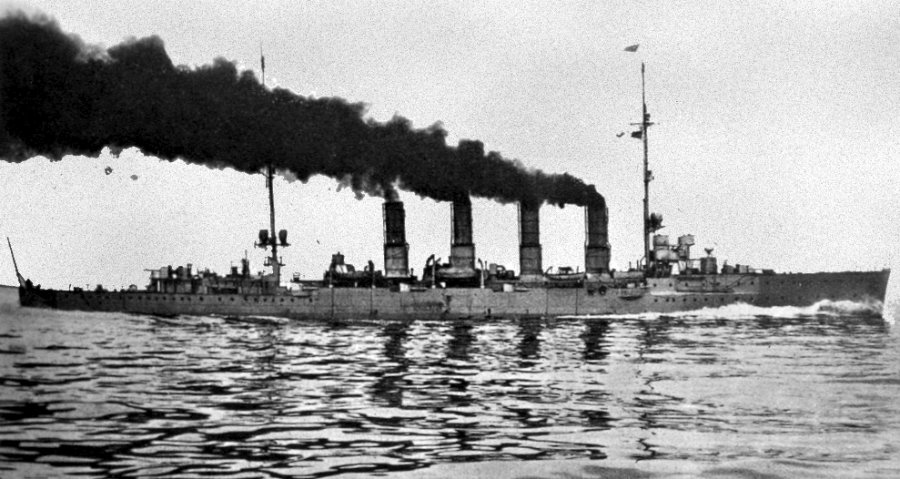
Le croiseur léger allemand.

Sans ordres spécifique, Souchon avait décidé de placer ses navires au large des côtes africaines, prêts à combattre lorsque les hostilités commenceraient afin d'attaquer les navires de transport français, qui se dirigeaient vers les ports provençaux. Il avait prévu de bombarder les ports d’embarquement de Bône et de Philippeville en Algérie française. Le Goeben se dirigea vers Philippeville, tandis que Breslau fut détaché pour faire face à Bône. 
Le 3 août à 18 h, alors qu’il naviguait vers l'ouest, il reçut l’information que l'Allemagne avait déclaré la guerre à la France. Puis, tôt le 4 août, Souchon reçut des ordres de l'amiral Alfred von Tirpitz : « Alliance avec le gouvernement du Parti Union et Progrès conclu le 3 août. Mettez immédiatement le cap sur Constantinople ». Si près de ses objectifs, Souchon ignora l'ordre et accéléra, battant pavillon russe lors de son approche, et pour échapper à la détection, il bombarda la côte à l'aube avant de retourner à Messine pour se réapprovisionner en charbon.
En vertu d'un accord d’avant-guerre avec la Grande-Bretagne, la France était en mesure de concentrer toute sa flotte en Méditerranée, laissant la Royal Navy assurer la sécurité de la côte atlantique française. Trois escadrons de la flotte française couvraient les transports de troupe. Cependant, supposant que le Goeben continuerait cap à l’ouest vers Gibraltar, le commandant français, l'amiral de Lapeyrère, envoya le "Groupe A" de sa flotte à l'ouest afin de prendre contact, mais nous savons maintenant que Souchon avait, à ce moment-là, mis le cap à l’est et pouvant ainsi s’échapper.
Le 4 août à 09 h 30, Souchon prit contact avec les deux croiseurs de bataille britanniques, l’Indomitable et l’Indefatigable, qui croisèrent les navires allemands allant dans la direction opposée. La Grande-Bretagne n’avait à ce moment pas encore déclaré la guerre à l'Allemagne (la déclaration ne serait faite que plus tard ce jour-là, après le début de l'invasion allemande de la Belgique neutre). Les Britanniques commencèrent à suivre le Goeben et le Breslau, mais furent rapidement dépassés par les Allemands. Milne rapporta le contact et la position, mais négligea d'informer l'Amirauté que les navires allemands se dirigeaient à l'est. Churchill s’attendait donc encore à ce qu’ils menaçassent les transports français et autorisa Milne à engager les navires allemands s’ils attaquaient. Toutefois, une réunion du Cabinet britannique décida que les hostilités ne pouvaient pas commencer avant une déclaration de guerre, et à 14 h Churchill fut obligé d'annuler son ordre d'attaque.

## Poursuite

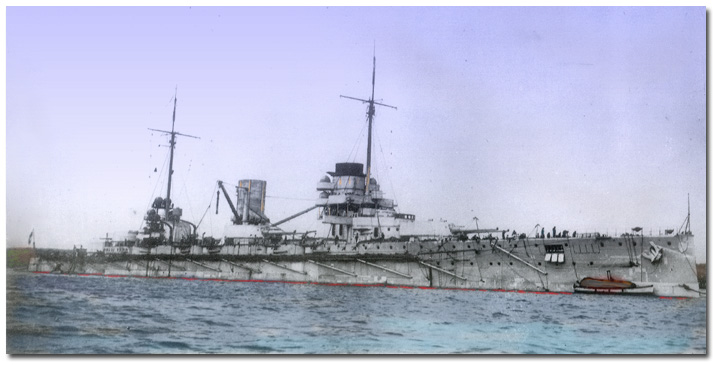
Le.

La vitesse nominale de Goeben était de 27 nœuds (50 km/h) mais ses chaudières endommagées le limitaient à 24 nœuds (44 km/h) et cela n'était possible qu’en poussant les hommes et les machines à leurs limites ; quatre chargeurs de chaudières furent tués par des brûlures de vapeur. Heureusement pour Souchon, les deux croiseurs britanniques souffraient également de problèmes avec leurs chaudières et étaient incapables suivre le rythme du Goeben. Le croiseur léger HMS Dublin maintint le contact, tandis que l’Indomitable et l’Indefatigable accumulaient du retard. Dans le brouillard et la lumière déclinante, le Dublin perdit le contact au large du cap San Vito sur la côte nord de la Sicile à 19 h 37. Le Goeben et le Breslau retournèrent à Messine le lendemain matin ; à ce moment-là la Grande-Bretagne et l'Allemagne étaient en guerre.
L'Amirauté ordonna à Milne de respecter la neutralité italienne et de rester à une distance de 9,7 km (5,2 milles nautiques) de la côte italienne, qui interdisait l'entrée du passage du détroit de Messine. En conséquence, Milne posta des gardes aux sorties du détroit. S’attendant encore que Souchon s’attaque aux transports et passe dans l'Atlantique, il plaça deux croiseurs de bataille, l’Inflexible et l’Indefatigable pour couvrir la sortie nord (qui donnait accès à la Méditerranée occidentale), tandis que la sortie sud du détroit était couverte par un seul croiseur léger, le HMS Gloucester. Milne envoya l’Indomitable à l’ouest pour charbonner à Bizerte, au lieu du sud vers Malte.
Pour Souchon, Messine n’était pas un abri. Les autorités italiennes insistèrent pour qu’il parte dans les 24 heures et retardèrent la fourniture de charbon. Ravitailler ses navires nécessitait d’ouvrir le pont des bateaux marchands à vapeur allemands dans les ports et de pelleter manuellement leur charbon dans ses soutes. Dans la soirée du 6 août, malgré l'aide de 400 volontaires issus des équipages des marchands, il n’avait chargé que 1 400 t, ce qui était insuffisant pour atteindre Constantinople. D'autres messages de Tirpitz rendirent sa situation encore plus désastreuse. Il fut informé que l'Autriche n’apporterait aucune aide navale en Méditerranée et que l'Empire ottoman était encore neutre et par conséquent, il ne devrait plus faire route vers Constantinople. Face à l'alternative de chercher refuge à Pola, et probablement d’y rester coincé pour le reste de la guerre, Souchon choisit de se diriger vers Constantinople de toute façon, son but était « de forcer l'Empire ottoman, même contre son gré, de porter la guerre dans la mer Noire contre leur ancien ennemi, la Russie ».
Milne fut chargé le 5 août de continuer à surveiller la mer Adriatique à la recherche de signes de la flotte autrichienne et afin d’empêcher que des navires allemands les rejoignissent. Il a choisi de garder ses croiseurs de bataille à l'ouest, envoyant le Dublin rejoindre l'escadron de croiseur de Troubridge dans l'Adriatique, qui, selon lui, devait en mesure d'intercepter le Goeben et le Breslau. Troubridge reçut pour instruction « de ne pas se retrouver engagé sérieusement avec des forces supérieures », un avertissement contre un engagement contre la flotte autrichienne. Lorsque le Goeben et le Breslau entrèrent en Méditerranée orientale le 6 août, ils étaient attendus par le Gloucester, qui, étant surpassé sur le plan de la puissance de feu, commença suivre les navires allemands.
L'escadre de Troubridge est composée des croiseurs cuirassés les HMS Defence, Black Prince, Warrior, Duke of Edinburgh et huit destroyers armés de torpilles. Les croiseurs avaient des canons de calibre 230 mm (alors que le Goeben disposait de canons de calibre 280 mm) et avaient un blindage d’une épaisseur maximale de 15 cm, contre 28 cm pour le croiseur de bataille allemand. Cela signifiait que l'escadre de Troubridge était non seulement surclassée en termes de portée mais aussi vulnérable vis-à-vis des puissants canons du Goeben, alors qu'il était peu probable que les canons de ses croiseurs pussent sérieusement endommager le bâtiment allemand, même à courte portée. De plus, les navires britanniques étaient plus lents, de plusieurs nœuds, que le Goeben, même avec ses chaudières endommagées, ce qui signifiait qu'il pourrait dicter la distance de la bataille, s’il repérait l'escadre britannique en premier. Par conséquent, Troubridge considéra que sa seule chance était de localiser et d’engager le Goeben avec une lumière favorable, à l'aube, avec le Goeben à l’Est de ses navires, et idéalement de lancer une attaque à la torpille avec ses destroyers. Cependant, au moins cinq des destroyers n’avaient pas assez de charbon pour suivre les croiseurs naviguant à pleine vitesse. Le 7 août à 4 h, Troubridge réalisa qu'il ne serait pas en mesure d'intercepter les navires allemands avant le lever du jour et après délibération, il signala à Milne ses intentions de rompre la poursuite, conscient de l'ordre ambigu de Churchill d’éviter d'engager une « force supérieure ». Aucune réponse ne fut reçue jusqu'à 10 h, heure à laquelle il se replia en direction de Zante pour se réapprovisionner en combustible.

## Évasion

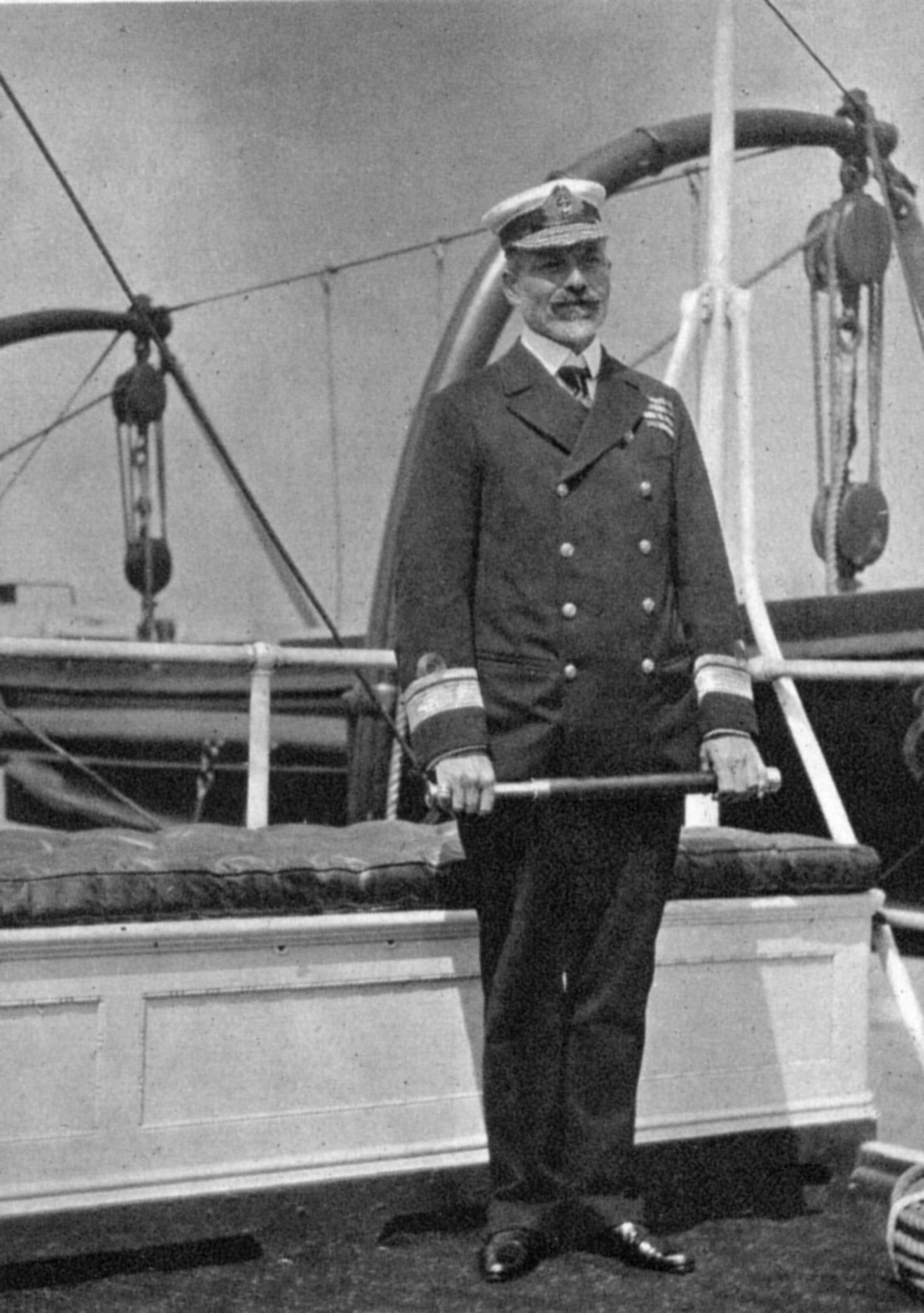
L’Amiral Milne

Milne ordonna au Gloucester de se désengager, s’attendant toujours à ce que Souchon mit cap à l'ouest, mais il était évident pour le capitaine du Gloucester que le Goeben fuyait. 
Le Breslau tenta de harceler le Gloucester en rompant, Souchon avait un charbonnier l’attendant au large des côtes de la Grèce et devait secouer son poursuivant pour le faire lâcher prise avant son rendez-vous. Gloucester engagea finalement le Breslau, espérant que cela obligerait le Goeben à faire demi-tour pour protéger le croiseur léger. Selon Souchon, le Breslau fut touché, mais sans créer aucun dommage. L’engagement fut rompu sans que d'autres coups au but furent enregistrés. Finalement, Milne ordonna au Gloucester de cesser la poursuite au cap Matapan.
Le 8 août, peu après minuit, Milne ordonna à ses trois croiseurs de bataille et au croiseur léger HMS Weymouth de mettre cap à l’est. À 14 h 00, il reçut un message incorrect de l'Amirauté indiquant que la Grande-Bretagne était en guerre avec l'Autriche; la guerre ne serait pas déclarée avant le 12 août et l'ordre fut annulé quatre heures plus tard, mais Milne choisit de garder l'Adriatique plutôt que de chercher le Goeben. Enfin, le 9 août, Milne donna des ordres clairs pour « chasser le Goeben qui avait passé le cap Matapan le 7, cap au nord-est ». Milne ne croyait toujours pas que Souchon se dirigeait vers les Dardanelles, et donc décida de garder la sortie de la mer Égée, ignorant que le Goeben n'avait pas l'intention de sortir.
Souchon avait reconstitué son stock de charbon au large de l'île égéenne de Donoussa le 9 août, et les navires de guerre allemands reprirent leur voyage vers Constantinople. Le 10 août, à 17 h 00, il atteignit les Dardanelles et attendait l'autorisation de les traverser. L'Allemagne courtisait depuis quelque temps le Parti Union et Progrès du gouvernement impérial, et utilisait maintenant son influence pour faire pression sur le ministre turc de la Guerre, Enver Pacha, pour que le passage du navire soit autorisé, un acte qui indignerait la Russie, les Dardanelles faisant partie de sa route maritime principale ouverte toute l’année. En outre, les Allemands réussirent à convaincre Enver de faire feu sur les navires britanniques le poursuivant. Au moment où Souchon reçut la permission d'entrer dans les détroits, ses vigies pouvaient apercevoir de la fumée de navires britanniques à l'horizon se rapprocher.
La Turquie était encore un pays neutre lié par un traité l’empêchant de laisser passer le détroit aux navires de guerre allemands. Pour contourner cette difficulté, il fut convenu que les navires devraient faire partie de la marine turque. Le 16 août, après avoir atteint Constantinople, le Goeben et le Breslau furent transférés à la marine turque lors d’une petite cérémonie, devenant respectivement le Yavuz Sultan Selim et le Midilli, mais ils conservèrent leurs équipages allemands avec Souchon à leur tête. La réaction initiale en Grande-Bretagne fut de la satisfaction, la menace avait été retirée de la Méditerranée. Le 23 septembre, Souchon fut nommé commandant en chef de la marine ottomane.

## Conséquences
En août, l’Allemagne, s’attendant encore à une victoire rapide, était contente que l'Empire ottoman restât neutre. La simple présence d'un navire de guerre puissant comme le Goeben dans la mer de Marmara suffirait  à occuper un escadron naval britannique pour garder les Dardanelles. Cependant, à la suite des revers allemands lors de la première bataille de la Marne en septembre, et avec les succès russes contre l'Autriche-Hongrie, l'Allemagne commença à considérer l'Empire ottoman comme un allié utile. Les tensions commencèrent à dégénérer quand l'Empire ottoman ferma les Dardanelles à tous les navires le 27 septembre, bloquant la sortie de la mer Noire à la Russie, la route de la mer Noire représentait alors plus de 90 % du trafic d'importation et d'exportation de la Russie.
Le don des deux navires de guerre modernes de l'Allemagne eut un impact positif énorme sur la population turque. Lors du déclenchement de la guerre, Churchill avait provoqué l'indignation des Turcs quand il « réquisitionna »  deux cuirassés turcs presque terminés dans les chantiers navals britanniques, le Sultan Osman I et le Reshadieh, qui avaient été financés par une souscription publique pour un coût de 6 000 000 £. Il fut offert à la Turquie une compensation de 1 000 £ par jour aussi longtemps que la guerre pourrait durer, à condition qu'elle reste neutre. (Ces navires furent intégrés aux effectifs de la Royal Navy respectivement sous les noms de HMS Agincourt et de HMS Erin). Les Turcs étaient neutres, bien que la marine fût pro-britannique (ayant acheté 40 navires de guerre aux chantiers navals britanniques) tandis que l'armée était en faveur de l'Allemagne, de sorte que les deux incidents l’aidèrent à sortir de l'impasse, l'Empire ottoman se joignant aux empires centraux.

### Engagement ottoman

#### 1914

##### Sébastopol
Les diplomaties française et russe tentèrent de garder l'Empire ottoman hors de la guerre, mais l'Allemagne poussa pour qu’il s'engage. Dans la foulée de l'audacieuse arrivée de Souchon à Constantinople, le 15 août 1914, les Ottomans annulèrent leur accord naval avec l'Angleterre et la mission de la marine royale de l'amiral Limpus (en) quitta l’Empire ottoman de 15 septembre. Enfin, le 29 octobre, le point de non-retour fut atteint lorsque l'amiral Souchon avec le Goeben, le Breslau et un escadron de navires de guerre turcs passèrent dans la mer Noire et effectuèrent un raid sur les ports russes de Novorossiisk, d’Odessa et de Sébastopol. Pendant 25 minutes, les canons principaux et secondaires du Goeben tirèrent sur Sébastopol. En réponse, deux obus de 300 mm furent tirés d'un fort russe à plus de 16 km (8,7 milles nautiques), à l’extrême limite de portée, et perforèrent le navire à l'arrière tuant 14 hommes. Sur le chemin du retour, le Goeben toucha le destroyer russe Leiteneat Pushchin avec deux obus de 150 mm et coula le mouilleur de mines russe Prut, qui avait 700 mines à bord destinées à un champ de mines devant être établi en travers de la route de retour du croiseur de bataille.
L'attaque sur Novorossiysk fut également un succès remarquable, avec 14 bateaux à vapeur coulés dans le port par les canons du Breslau, tandis que 40 réservoirs de pétrole furent incendiés, libérant un flux de pétrole en flamme qui engloutit des rues entières. La Russie déclara la guerre à l'Empire ottoman le 2 novembre, la France et la Grande-Bretagne suivirent le 3 novembre. Les premières batailles terrestres étaient attendues dans le Caucase et les navires de transports à vapeur commencèrent à transporter des troupes turques vers l'est le long de la côte anatolienne à Samsun et à Trébizonde. La flotte russe de la mer Noire coula trois de ces navires ainsi, lorsqu’un autre convoi fut envoyé le 16 novembre, le Breslau l’escorta tandis que le Goeben, qui avait situé et sectionné le câble sous-marin Sébastopol-Odessa dans la nuit du 10 au 11 novembre, croisait au milieu de la mer Noire.

##### Rencontre en Crimée
Le 18 novembre, dans un banc de brouillard dense, le Breslau rejoignit son frère d’arme. Les deux navires allemands étaient presque au devant de la Flotte russe, quand le brouillard se leva et soudainement les antagonistes furent en vue l'un de l'autre à une distance de moins de 3 700 m. Instantanément, les canons des deux côtés ouvrirent le feu. Le Goeben, avec le Breslau s’abritant derrière, passa devant toute la ligne de la Flotte de la mer Noire. Un obus de 300 mm d’un cuirassé russe perfora le blindage épais de 150 mm du Goeben, tuant les six hommes d'équipage responsables d'un canon et faisant exploser les munitions. Seule une inondation rapide du magasin empêcha une plus grande explosion, mais l’Evstafi, navire étendard de la Russie, fut touché quatre fois par le Goeben, tuant 33 hommes. Le cuirassé russe Rostislav fut également gravement endommagé. La flotte de la mer Noire se dissimula rapidement à nouveau, mais continua de menacer la côte turque de la mer Noire pendant le reste de la guerre.

##### Transports de troupes
En novembre et décembre, le Breslau et le croiseur léger Hamidie escortèrent fréquemment des transports de troupes vers le Caucase, mais le Goeben consommait trop de charbon pour ce genre de tâche, bien que le 10 décembre il tira quinze obus de 280 mm sur les défenses côtières russes de Batoumi. Un intense trafic radio russe, le 23 décembre, rendit évident le fait que la flotte de la mer Noire avait appareillé. Le Goeben et le Breslau furent envoyés pour fournir une escorte à certains transports et, comme la nuit tombait sur une mer houleuse, battue par les vents, le croiseur léger allemand fut détaché en reconnaissance vers le Nord-Est. Les radios russes avaient fait silence, et le sort de la flotte de la mer Noire était inconnu. À 04 h 00, le Breslau rencontra la flotte russe. Son projecteur illumina un transport, qui fut coulé avec une seule salve, puis la silhouette d'un cuirassé russe fut pris dans son faisceau. Une deuxième salve du Breslau encadra le puissant navire avant que le croiseur léger ne cherchât refuge dans l'obscurité.
De retour d'une mission d’escorte d’un autre transport de troupes le 26 décembre, le Goeben heurta une mine dans le Bosphore. La première mine explosa à tribord sous la tourelle de commandement, qui provoqua immédiatement une gîte de 30° sur bâbord. Deux minutes plus tard, le navire heurta une deuxième mine, cette fois au niveau de la barbette, et 540 t d'eau rendirent inutilisable la tourelle no 3 et inondant le navire. Le croiseur de bataille dévasté fut à peine capable d'atteindre la crique de Stenia. Les dégâts étaient sérieux et maintinrent le Goeben au port pendant trois mois, à l'exception de deux brèves sorties destinées à dissuader des cuirassés russes qui apparemment s’approchaient de Constantinople.

#### 1915

##### Seconde rencontre
Le 3 avril, le Goeben quitta le Bosphore en compagnie du Breslau pour couvrir le retrait des croiseurs turcs Hamidié et Medjidie, qui avaient été envoyés pour bombarder Nikolaïev. Le Medjidie heurta une mine et coula, en conséquence cette attaque dut être abandonnée, mais les deux navires allemands apparurent devant Sébastopol et essayèrent de provoquer la sortie de la Flotte de la mer Noire. Bien que six cuirassés russes, soutenus par deux croiseurs et cinq destroyers, se portassent à leur rencontre, le Goeben et le Breslau envoyèrent par le fond deux cargos à vapeur, puis flânèrent délibérément au point de se faire accrocher par leurs poursuivants. L’Hamidie eut ainsi le temps de revenir dans le Bosphore avec les survivants du Medjidie.
Lorsque la distance descendit à environ 14 000 m, le Breslau se glissa entre son navire frère et l'escadre russe et disposa un écran de fumée dense. À l’abri de l’écran, les navires allemands rebroussèrent chemin, mais conservèrent une vitesse suffisamment basse afin de ne pas décourager la poursuite. Les Russes les chassèrent ardemment, les cuirassés lourds à leur vitesse maximum de 25 nœuds (46 km/h). À un moment donné, le Breslau se rapprocha suffisamment pour attirer le feu de la ligne russe, mais il jaillit hors de portée avant qu’un coup ne toucha au but. Comme la nuit tombait, le Goeben et le Breslau commencèrent à s’éloigner de leurs poursuivants, le Hamidié transmit par radio qu'il était presque rentré au port, mais dans l'obscurité les destroyers russes près du Goeben, le traquaient dans sa fumée. Mais leurs bavardages à la radio les trahirent et le quatre projecteurs arrière de 1,5 m du Goeben illuminèrent les silhouettes de cinq destroyers à seulement 180 m à l'arrière.
Les canons de Breslau ouvrirent le feu, et le premier destroyer flamba, mortellement touché. Le deuxième dans la ligne de mire connut un sort similaire, tandis que le reste fit demi-tour et s’enfuit. Aucune de leurs torpilles ne trouva son but, et le lendemain à midi le Goeben et le Breslau étaient une fois de plus hors du Bosphore.

### Royal Navy
Alors que les conséquences de l'échec de la Royal Navy pour intercepter le Goeben et le Breslau n’étaient pas apparues immédiatement, l'humiliation de la « défaite » aboutit aux rappels des amiraux de Lapeyrère, Milne et Troubridge. Milne fut rappelé de la Méditerranée et ne prit plus aucun autre commandement jusqu'à sa retraite (à sa demande) en 1919, son accession planifiée au commandement Nore ayant été annulée en 1916 en raison d’«autres exigences». L'Amirauté déclara, à plusieurs reprises, que Milne avait été exonéré de tout blâme. Pour son échec à engager le Goeben avec ses croiseurs, Troubridge fut traduit en cour martiale en novembre sous l'accusation selon laquelle « il s’était abstenu de chasser le navire de Sa Majesté impériale allemande le Goeben, et d’avoir fui ». L’accusation ne résista pas à l'épreuve des faits, au motif qu'il avait des ordres « clairs » de ne pas engager une « force supérieure ». Cependant, il ne reçut jamais d'autre commandement à la mer mais il apporta de précieux services, coopérant avec les Serbes dans les Balkans et recevant le commandement d'une force sur le Danube en 1915 contre les Austro-Hongrois. Il prit finalement sa retraite comme amiral.

### Conséquences à long terme
Même si cette « action » est relativement mineure et n’est peut-être pas un événement historique très connu, l'évasion du Goeben vers Constantinople et son passage sous pavillon ottoman précipita finalement certaines des poursuites navales les plus spectaculaires du XXe siècle. Elle contribua également à aider à façonner la future scission de l'empire Ottoman en de nombreux États, que nous connaissons aujourd'hui.
Le général Ludendorff déclara dans ses mémoires qu'il croyait que l'entrée des Turcs dans la guerre avait permis aux empires centraux, en infériorité numérique, de se battre deux ans de plus que qu'ils n'auraient pu le faire seuls; une opinion partagée par l'historien Ian F.W. Beckett. La guerre fut étendue au Moyen-Orient avec les principaux fronts de Gallipoli, du Sinaï et de la Palestine, de la Mésopotamie et du Caucase. Le cours de la guerre dans les Balkans fut également influencé par l'entrée de l'Empire ottoman du côté des empires centraux. Si la guerre avait pris fin en 1916, certains des engagements parmi les plus sanglants, comme la bataille de la Somme, auraient été évités. Les États-Unis n’auraient pas été forcés de rompre leur politique d'isolement pour intervenir dans une guerre étrangère.
En s’alliant avec les empires centraux, la Turquie partagea leur sort dans la défaite. Cela donna l'occasion aux Alliés de dépecer l'Empire ottoman défait en zones d'influence. Beaucoup de nouvelles nations furent créées dont la Syrie, le Liban, l'Arabie saoudite et l'Irak, et l'idée d'un état kurde, ainsi que celle d'un état juif en Israël furent envisagées pour la première fois.
En outre, la fermeture à la Russie de la seule route commerciale libre de glace, à ce moment-là, à travers le détroit des Dardanelles étrangla effectivement l'économie russe jusqu'à ce qu’une ligne de chemin de fer fut construite en 1915-1916 vers ce qui allait devenir la ville de Mourmansk, sur la côte de la mer de Barents dans l'extrême nord. 
Les difficultés pour exporter des céréales ou importer des munitions étaient un problème important pour l'économie russe ainsi que pour l'armée russe. Combiné avec la décision allemande d'introduire Vladimir Lénine en Russie en 1917, le bouclage de la mer Noire fut l'un des contributeurs importants à la « situation révolutionnaire » en Russie, qui conduirait au processus menant à la chute du tsar, puis à la révolution d'Octobre.

## Dans la fiction
L'histoire courte alternative Tradition, écrite par Elizabeth Moon, imagine l'amiral Christopher Cradock à la place de l'amiral Troubridge comme commandant de la force de croiseurs et de destroyers à l'Est du détroit de Messine. Dans l'histoire, Cradock ignore les instructions de l’amiral Milne de garder la mer Adriatique et au lieu de cela intercepte le Goeben et le Breslau au nord de la Crète. Dans la bataille qui s’ensuit, sa flotte perd deux des quatre croiseurs cuirassés et six de ses huit destroyers, mais parvient à détruire les deux navires allemands avant qu'ils n’atteignent leur objectif, Constantinople. En réalité, Cradock n’était pas présent en Méditerranée, mais mourut trois mois plus tard à la bataille de Coronel après avoir affronté une force allemande supérieure, une décision possiblement prise en partie parce qu'il voulait s'éviter l'ignominie de la disgrâce présumée de Troubridge pour avoir permis au Goeben et au Breslau de s'échapper.